# 松浦俊夫
松浦 俊夫（まつうら としお、1967年4月7日 - ）は、DJ・音楽プロデューサー・オーガナイザー・リミキサー等、数々の肩書きを持つ。

## 人物
1990年にユナイテッド・フューチャー・オーガニゼイションを結成。日本に於けるクラブカルチャー創成期の礎を築く。
12年間で5枚のフルアルバムを全世界32か国で発売。2002年の独立後も精力的に世界中のクラブやフェスティバルでDJを続ける。
オーガナイザーとしても恒例のカウントダウン・パーティーYEBISU NEW YEAR'S PARTYを主催。2013年、4人のミュージシャンとともに、東京から世界に向けて現在進行形のジャズを発信するプロジェクト"HEX"を始動した。